# Isoperla bifurcata
Isoperla bifurcata är en bäcksländeart som beskrevs av Szczytko och Stewart 1979. Isoperla bifurcata ingår i släktet Isoperla och familjen rovbäcksländor. Inga underarter finns listade i Catalogue of Life.